# Gorges du Lignon
Les gorges du Lignon sont un site naturel et touristique du département français de la Haute-Loire, en région Auvergne-Rhône-Alpes.

## Géographie

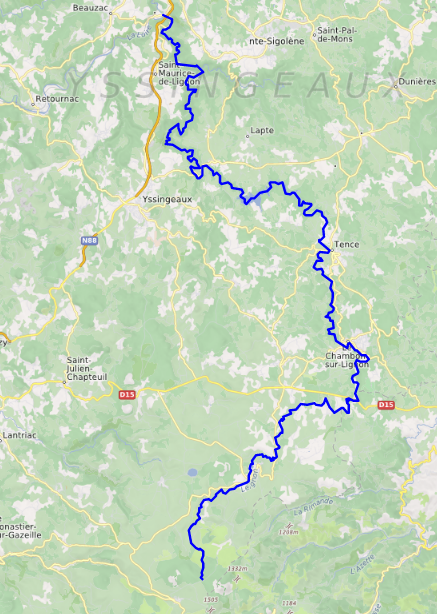
Tracé du Lignon en Velay, dans le département de la Haute-Loire. Depuis les limites du parc naturel régional des Monts d'Ardèche, au sud, jusqu'à la commune de Monistrol-sur-Loire au nord.

Le Lignon du Velay prend sa source sur le versant nord du col de la Croix de Peccata, à environ 1 545 m d'altitude, dans le massif du Mézenc (monts du Vivarais) à quelques centaines de mètres du mont Mézenc, sur la commune de Saint-Front. Il longe ainsi, à sa naissance, la réserve biologique dirigée du Mézenc.
Les principales communes que traversent les gorges du Lignon sont : 
- Chambon-sur-Lignon ;
- Tence ;
- Yssingeaux ;
- Saint-Maurice-de-Lignon.

### Topographie
Sur les 70 km de longueur que compte de Lignon, ses gorges en occupent environ 50 km.
D'après certaines constatations topographiques, on pourrait faire débuter les gorges du Lignon sur la traversée de la commune de Mazet-Saint-Voy, alors que le Lignon atteint 1 025 m d'altitude et présente des premières falaises sur ses deux côtés.
Son dénivelé total naturel est d'environ 1 000 m, depuis sa source à la Croix de Peccata (~1 463 m) jusqu'à sa confluence avec la Loire, à 462 m d'altitude. Le dénivelé total des gorges, si considérées depuis la commune du Mazet-Saint-Voy, est d'environ 550 m.
Le Lignon se jette dans la Loire au partage des communes de Saint-Maurice-de-Lignon, Beauzac et Monistrol-sur-Loire. Ses gorges sont prononcées jusqu'à son embouchure sur la Loire, au viaduc du Lignon.

## Hydrologie

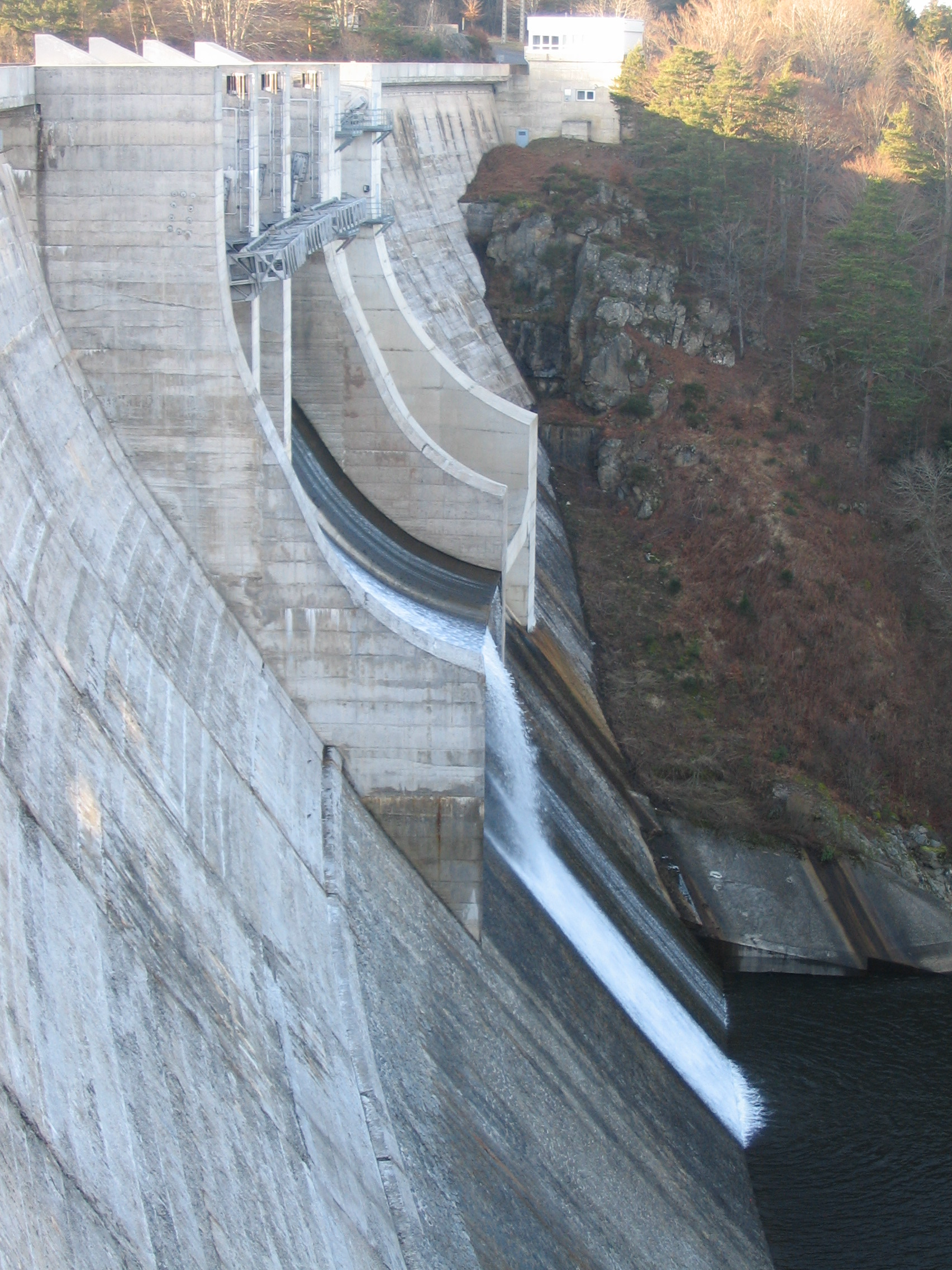
Barrage hydroélectrique de Lavalette sur le Lignon, à Lapte.

Traversant le département sur environ 70 km, le Lignon est également une source énergétique importante. Ses gorges sont un terrain propice au placement de barrages, retenues, ponts et viaducs.
Le débit du Lignon dans ses gorges est très variable, selon l'altitude à laquelle ce débit est mesuré. Prenons comme point de mesure la station hydrométrique d'Yssingeaux, là où le débit est parmi les plus forts de la vallée du Lignon (moyenne observée de 1936 à 2014) :
| Mois      | Débit (m3/s) |
| --------- | ------------ |
| Janvier   | 7,72         |
| Février   | 8,66         |
| Mars      | 9,25         |
| Avril     | 8,89         |
| Mai       | 7,51         |
| Juin      | 4,7          |
| Juillet   | 1,99         |
| Août      | 1,33         |
| Septembre | 2,64         |
| Octobre   | 5,26         |
| Novembre  | 7,84         |
| Décembre  | 7,91         |

### Centrales électriques
Centrale hydroélectrique de Galet (Saint-Maurice-de-Lignon), Centrale hydroélectrique de Vendets (Saint-Maurice-de-Lignon), centrale de Versilhac, centrale hydroélectrique de Pont-de-Lignon.

## Tourisme
Parmi les lieux d'activités touristiques dans les gorges du Lignon figurent : 
- le lac de Lavalette (formé par le barrage d'une capacité de 40 millions de m³), sur lequel on trouve une base nautique ;
- la passerelle himalayenne des gorges du Lignon entre Saint-Maurice-de-Lignon et Grazac (2020)[7].

Sous Yssingeaux, la hauteur de certaines falaises atteint les 100 m.

### Routes touristiques et randonnée
Dépourvues de grands tracés touristiques pédestres, les gorges du Lignon n'ont que peu de renommée en matière d'activités de plein air. Cela tient en partie à leur topographie, escarpée et broussailleuse, sur l'ensemble de leur longueur.
Plusieurs circuits de randonnée existent néanmoins autour des gorges du Lignon, dont les gorges du Lignon et de la Dunières, en boucle par Les Villettes.

### Lieux et monuments
De nombreux châteaux, bâtisses notables et monuments ornent les gorges :
- pont et viaduc (ouvrages d'art), à Beauzac ;
- le château de Chabrespine Saint-Martial, à Grazac ;
- château de la Tour-Maubourg, à Saint-Maurice-de-Lignon ;
- ruines du château de Carry, à Grazac ;
- carrière des Barrys, à Yssingeaux ;
- barrage de la Chapelette, à Yssingeaux ;
- barrage et site nautique de Lavalette, à Yssingeaux ;
- vieille ville de Tence ;
- château du Besset, à Tence ;
- plage sur le Lignon, à Chambon-sur-Lignon ;
- château du Pont de Mars, à Chambon-sur-Lignon ;
- dolmen des Pennes, à Les Vastres.

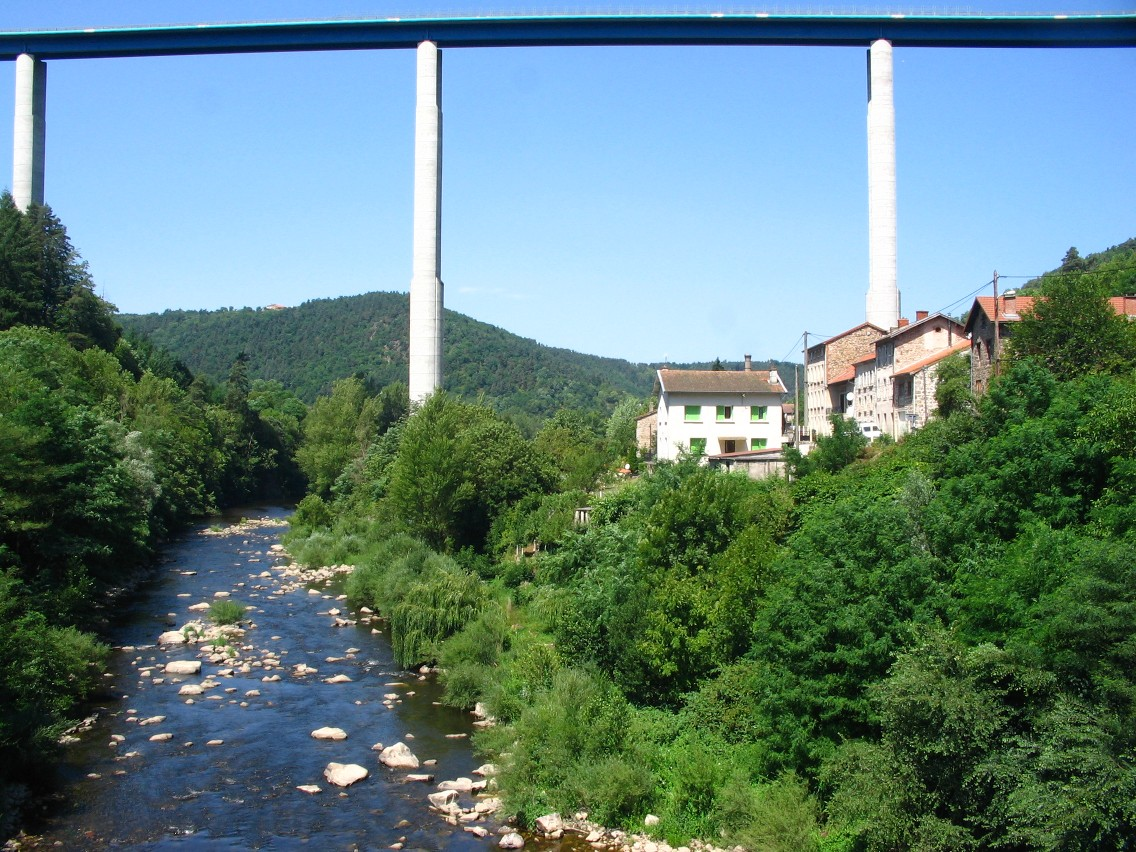
Viaduc de la N88 sur le Lignon, entre Monistrol et Saint-Maurice-de-Lignon.
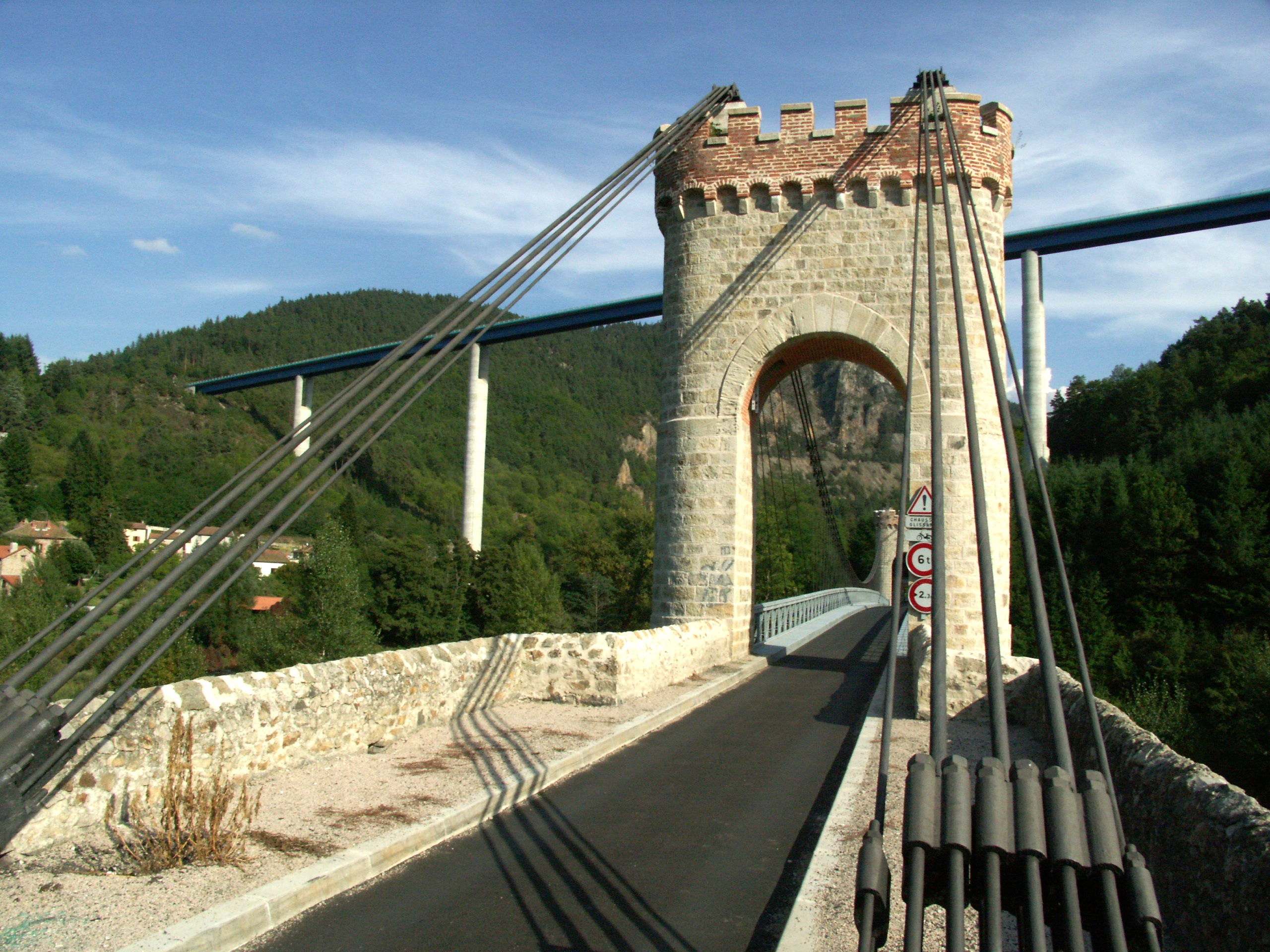
Pont et viaduc sur la commune de Beauzac, deux ouvrages d'art sur la Loire et le Lignon respectivement.
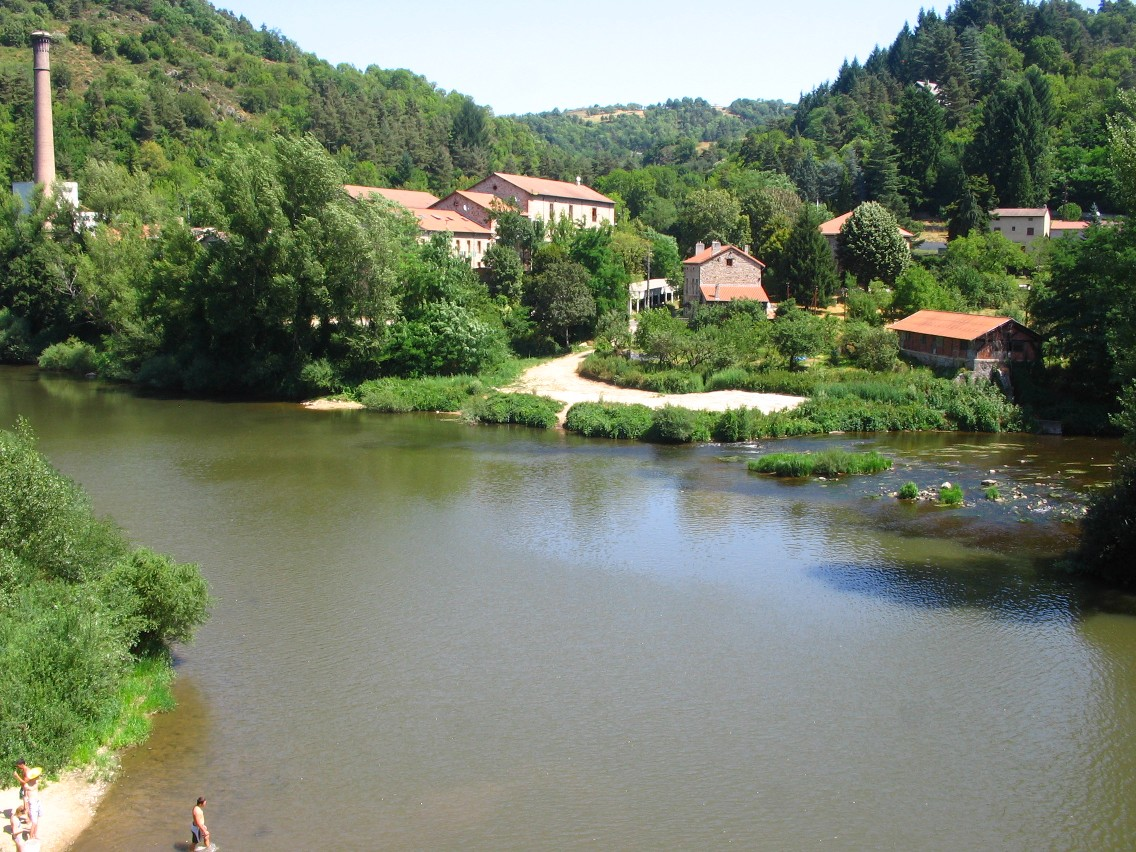
Confluence Loire-Lignon. La cheminée de 40 m visible à l’extrémité gauche, est celle des anciennes papeteries de Pont de Lignon. L’usine démarre en 1901 sous l’impulsion des frères Lumière, désireux de mettre à profit la grande pureté des eaux du bassin, pour leur production de papier photographique.
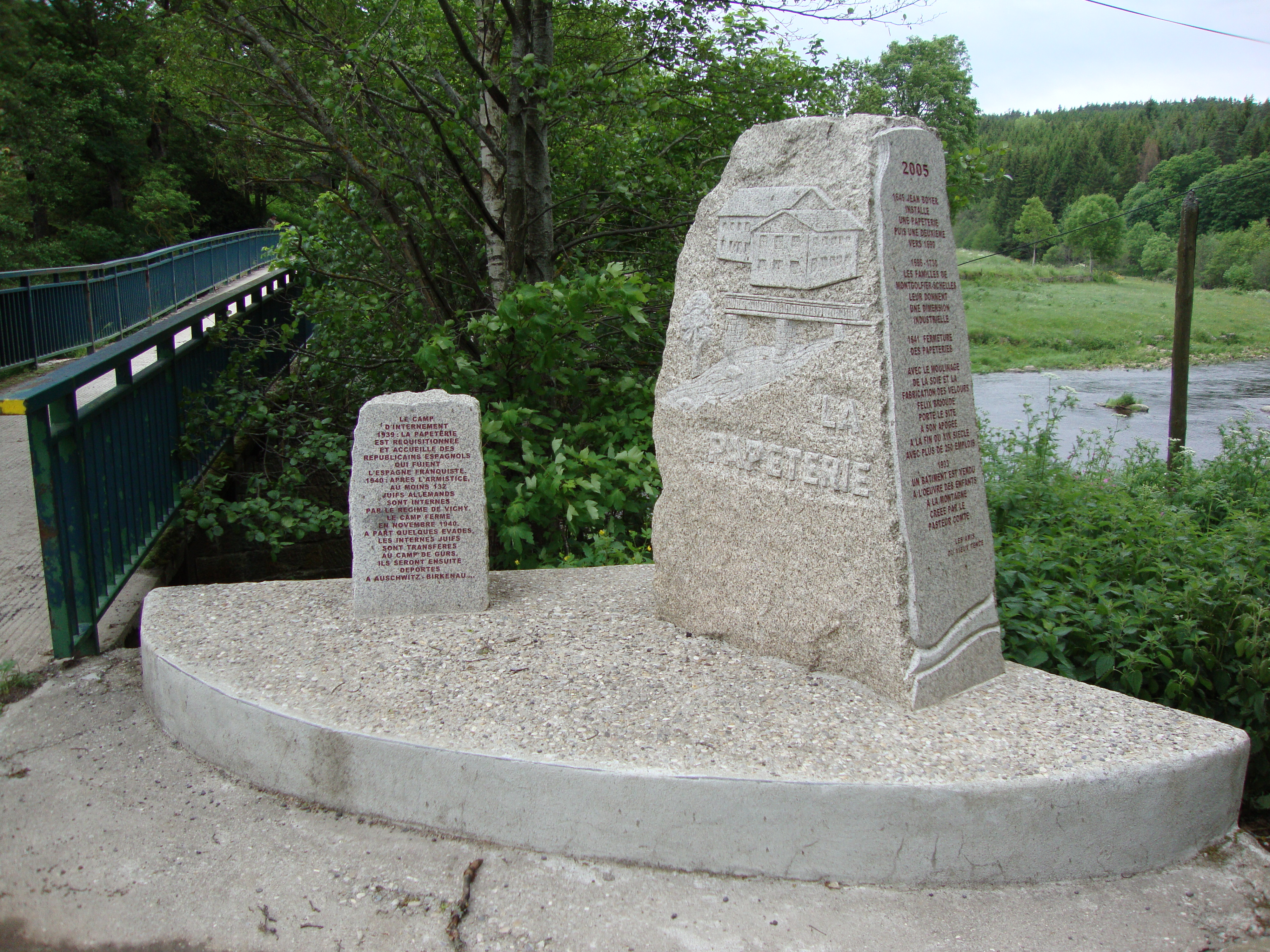
Monument « La Papeterie » au bord du Lignon à Tence.
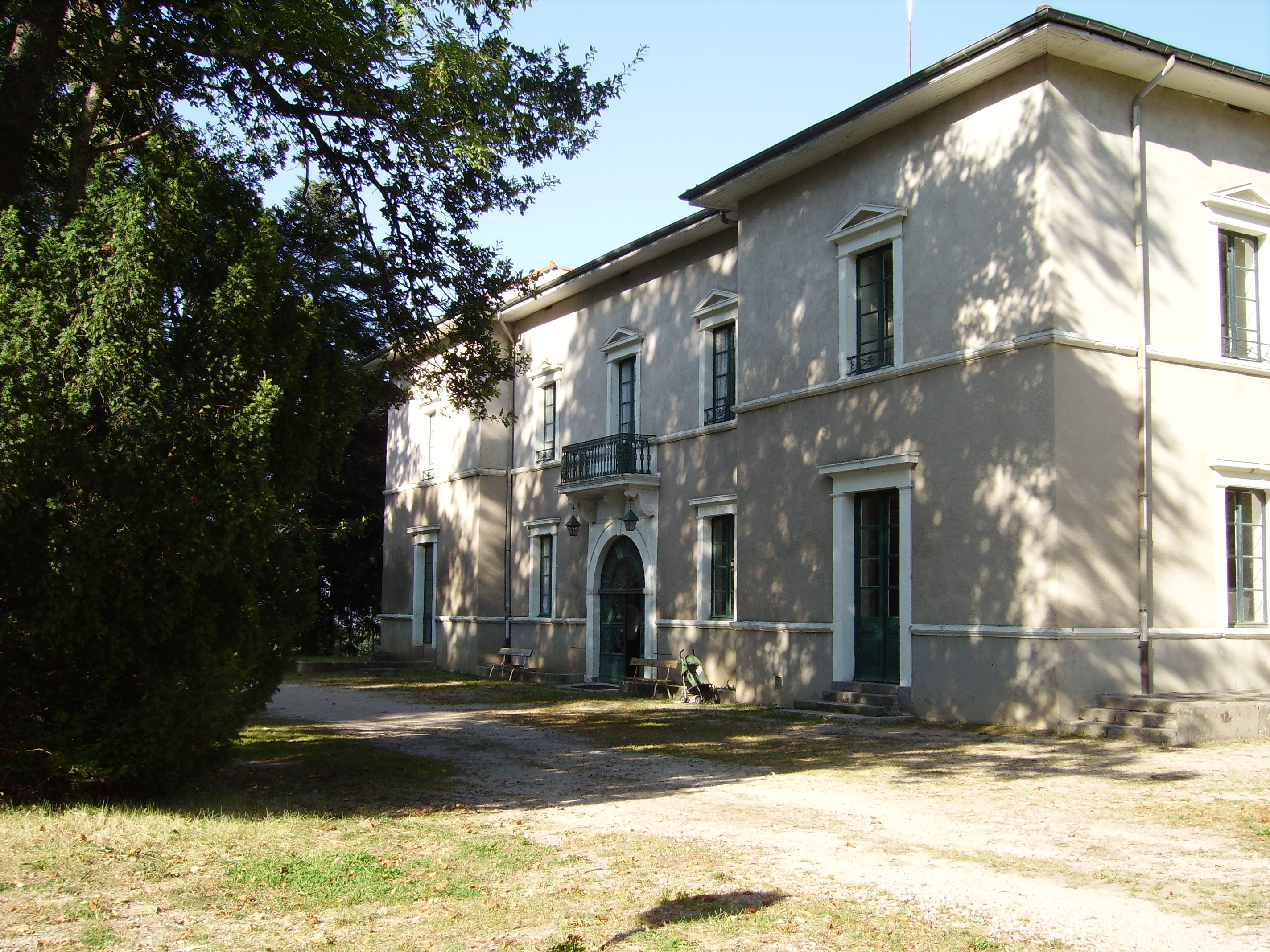
Château de Maubourg (monument historique) à Saint-Maurice-de-Lignon.
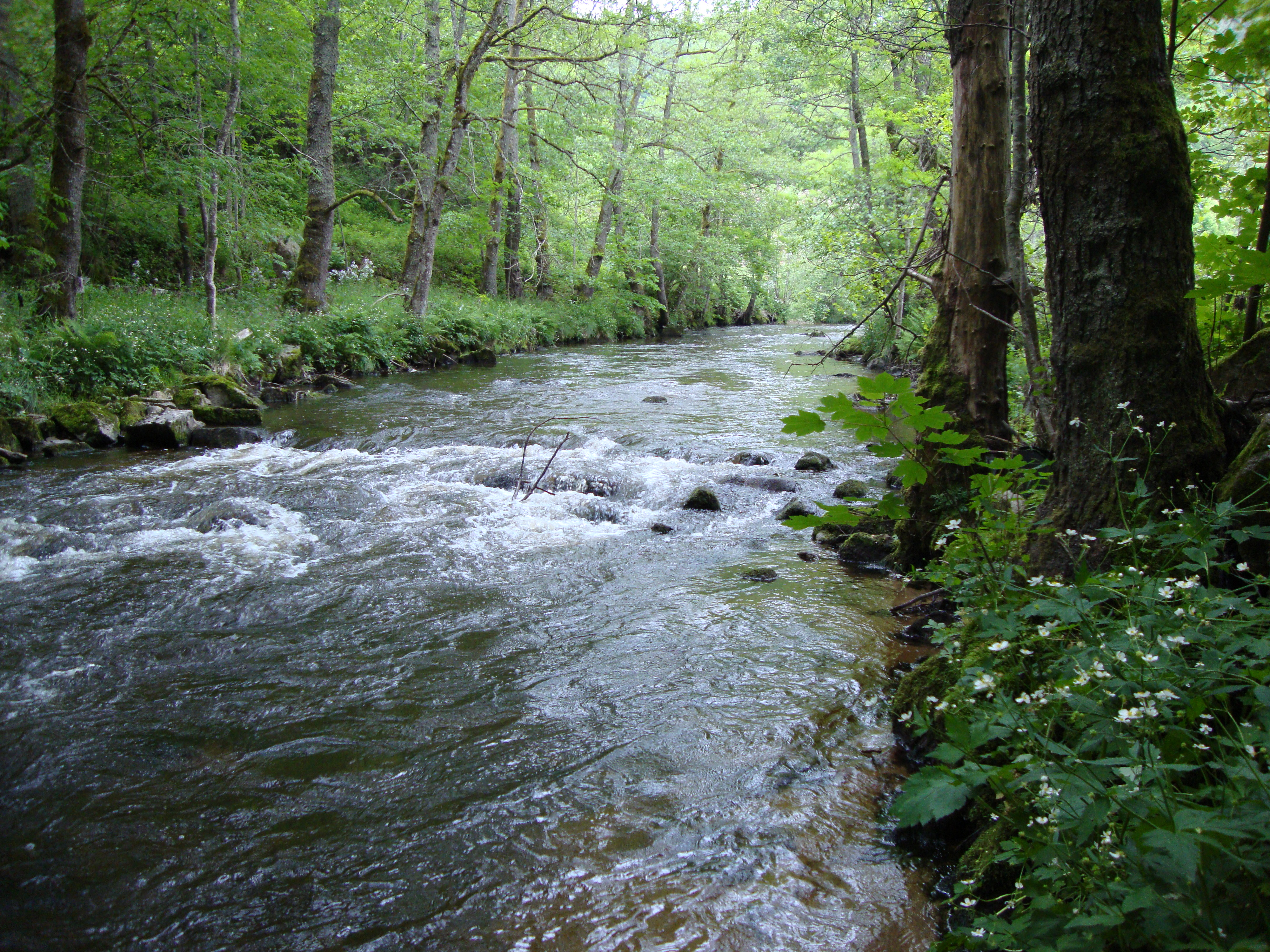
La Dunières, à sa confluence avec le Lignon, commune de Raucoules.

### Descente des gorges
Plusieurs voies sont envisageables pour le canyoning, kayak etc. La plus longue mesure 26km et part du barrage de la Chapelette pour finir au barrage de la centrale hydroélectrique de Vendets.
Parcours de 14 km (niveau IV/V) : « Montelly - Pont de Lignon ». Durée : 2 h 15.
Parcours de 12 km (niveau III/IV) : « Pont de l’enceinte – Montelly ». Se fait en 3 h environ. Parcours en gorge encaissée avec successions de rapides et de plats. Beau paysage. Durée: 2 h 30.
Parcours de 8 km (niveau III/IV) surnommé « Lignon du haut » : départ de Chambon sur Lignon sous le petit barrage ; arrivée à Tence sous le village vacances, VAL. Durée : environ 2 h.

## Réserve naturelle
Une partie des gorges du Lignon fait partie d'une zone naturelle protégée, classée Natura 2000,. Le massif du Lizieux, qui fait partie du bassin du Lignon, est classé espace Natura 2000 et « Volcans en liberté » par le département de la Haute-Loire.
On y rencontre chevreuils, sangliers, martres, hermines et plus de 100 espèces d’oiseaux ainsi que des espèces rares telles que le castor d’Europe et les moules perlières.